# Фенегро
Фенегро, Фенеґро (італ. Fenegrò) — муніципалітет в Італії, у регіоні Ломбардія, провінція Комо.
Фенегро розташоване на відстані близько 510 км на північний захід від Рима, 31 км на північний захід від Мілана, 15 км на південний захід від Комо.
Населення — 3211 осіб (2014).

## Демографія
Населення за роками:

Станом на 1 січня 2023 року в муніципалітеті офіційно проживало 209 іноземців з 34 країн, серед них 43 громадяни країн Євросоюзу та 11 громадян України.

## Сусідні муніципалітети
- Чиримідо
- Гуанцате
- Лімідо-Комаско
- Лураго-Мариноне
- Турате
- Веніано